# Senén Guillermo Molleda Valdés
Senén Guillermo Molleda Valdés (Gijón, Asturias, 8 de noviembre de 1936-Ibidem., 25 de noviembre de 2020) fue un empresario, columnista y publicista español. 

## Biografía
Hijo del destacado publicista Guillermo Molleda Robles, y sobrino nieto del escritor Pachín de Melás. Realizó el Bachillerato en el Colegio de la Inmaculada e inició los estudios universitarios en la facultad de Derecho en la Universidad de Deusto, con el objetivo de ingresar en la Escuela Diplomática. Pero un grave accidente de tráfico sufrido por su padre le obligó a regresar a Gijón, donde concluyó la carrera con el profesor de la Universidad de Oviedo Fermín García-Bernardo que daba clases de Derecho en el edificio llamado Universidad de Cimadevilla. Con todo, nunca ejerció la abogacía. 
Su padre trabajaba en el Mercado del Sur. Allí advirtió la importancia de la publicidad, a raíz de la información que se ofrecía diariamente a través de la megafonía , y se trasladó a Madrid, donde cursó los estudios de técnico publicitario. En 1966, inició su propia agencia publicitaria, donde permaneció hasta su jubilación en 2001.
Junto a la actividad publicitaria, Molleda Valdés fue un asiduo colaborador de diversos medios de comunicaciónː ABC, El Comercio, Hoja del Lunes, Revista del Centro Español de México, Selecciones del Reader Digest y Voluntad. Su relación con el diario gijonés El Comercio se desarrolló durante cuarenta años, durante los cuales escribió más de treinta mil pausas, pequeñas reflexiones de apenas dos líneas cargadas de socarronería, dobles sentidos y pensamiento filosófico. Asemejaban a unas greguerías locales, eslóganes reconvertidos en microartículos.
En su faceta periodística entrevistó a personajes de la talla deː Antonio Gala, Mario Moreno, José Luis Pecker, o Matías Prats entre otros.
Casado con María Pilar Junquera Sampedro, fallecida el 4 de diciembre de 2019. El matrimonio tuvo cuatro hijosː Catalina, Natalia, Ignacio y Reyes Molleda Junquera.

## Premios y distinciones
- Pregonero de las fiestas de Begoña (Gijón, 1974)
- Mejor Antología Poética otorgada por la Academie Internationale Lutece de la Universidad de París (París, 1986)
- Premio al Mejor eslogan de la Real Federación Española de Fútbol para la Copa Mundial de México (Madrid, 1986)
- Alumno distinguido de la Asociación de Antiguos Alumnos del Colegio de la Inmaculada (Gijón, 2010)